# 霍布森市 (阿拉巴马州)
霍布森市（英文：Hobson City），是美国阿拉巴马州下属的一座城市。面积约为1.04平方英里（约合2.7平方公里）。根据2010年美国人口普查，该市有人口771人，人口密度为739.92/平方英里（约合285.56/平方公里）。